# Anatóliai juhászkutya

## Testfelépítés
Erőteljes testfelépítésű kutya. A háta viszonylag rövid, az ágyéka előtt enyhén emelkedő. Hasa erősen felhúzott. Mellkasa a könyökéig nyúlik. Magasan tűzött farka a csánkjáig ér, nyugalmi állapotban a kutya ívelten lelógatja, de ha figyel, vagy mozgás közben a háta fölé görbíti. Izmos nyaka enyhén ívelt, viszonylag gyengén fejlett lebernyeggel. A koponya széles, a fülek környékén kissé lekerekített. A stop mérsékelten erős. Az arcorri rész valamivel rövidebb a koponyánál, s oldalról nézve egyenes. Felső ajkai kissé rálógnak az alsókra. Szemei a koponyához képest eléggé kicsik. Háromszögletű fülei közepes nagyságúak és lelógók. A fület eredetileg legtöbbször - a többi keleti pásztorkutyához hasonlóan - csonkolták. A kan és a szuka megjelenése igen eltérő. Szőrzete rövid, tömött, sűrű aljszőrzettel. A nyaka körül és a farkán valamivel hosszabbra nő. Minden szín megengedett, de az egyöntetű, a krémszínűtől az őzbarnáig terjedő színezetű, sötét maszkot viselő, sötét fülű egyedek a leggyakoribbak. A szemnek lehetőleg aranybarna színűnek kell lennie.

## Jelleme

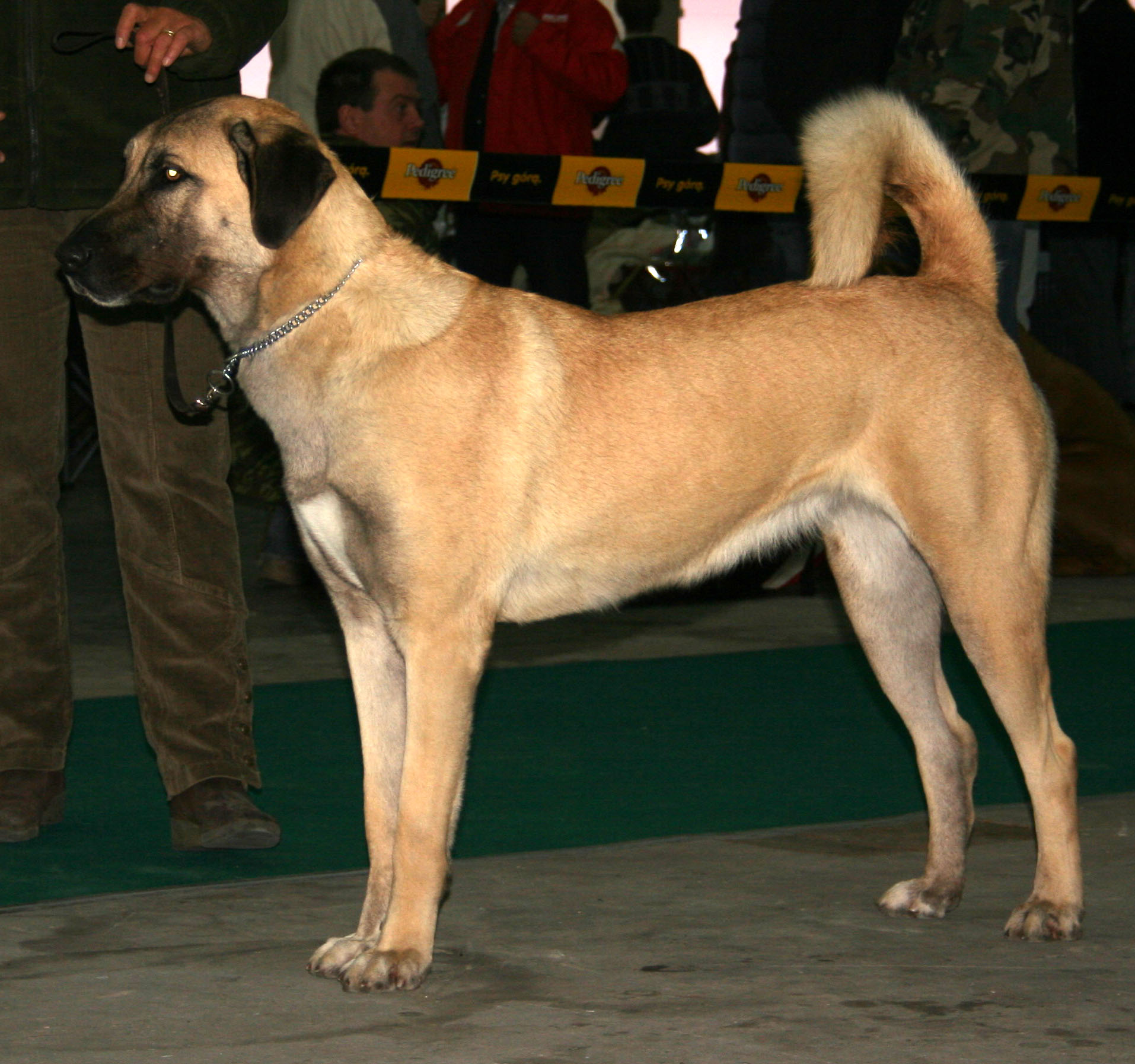

Az anatóliai juhászkutya józan, bátor és éber, ugyanakkor domináns természetű és néha akaratos is. Önmagától nagyon sokat követel. Eléggé független viselkedésű lehet, az idegenekkel szemben tartózkodó, a családjával szemben viszont végtelenül odaadó. Mozgékony, kiegyensúlyozott fajta. Általában jól kijön a többi állattal. Az idegenekkel szemben meglehetősen bizalmatlan. A gyerekek rendszerint nem okoznak gondot számára. A kan domináns viselkedésű lehet a többi kutyával szemben. Nagyon sok múlik a szocializációján. Tanácsos kölyökkorától kezdve minél több helyre elvinni, hogy lehetősége legyen más kutyákkal, állatokkal és emberekkel találkozni.

## Megjegyzés
Nem kezdőknek való kutya. Olyan gazda kell mellé, aki természetes vezetői képességekkel rendelkezik. A legjobb eredmények határozott, következetes és szeretettel teli módszerekkel érhetők el. Nagyon fontos, hogy a nevelését minél korábban elkezdjék, mert a felnőtt kutya már túl nagy és erős ahhoz, hogy a hibát ki lehessen javítani. A parancsokat gyorsan megérti, és ha megfelelő nevelést kapott, általában engedelmes is. Az ismétlődő gyakorlatok untatják. A parancsokat csak akkor teljesíti, ha azok szerinte is észszerűek. Elsősorban olyan emberek számára megfelelő választás, akiknek a lakásban és azon kívül is nagy hely áll a kutya rendelkezésére. Eléggé független természetű, ezért kutyás sportok többségében nem jeleskedik.

## Méretei
Marmagasság: kan: 74–81 cm, szuka: 71–79 cm
Testtömeg: A kifejlett kanok súlya 50–65 kg, a szukáké 40–55 kg.
Várható élettartam: 12-14 év